# Ołeh Wynnyk
Ołeh Anatolijowycz Wynnyk (ukr. Олег Анатолійович Винник), występujący także jako Olegg (ur. 31 lipca 1973 w Werbiwce) – ukraiński piosenkarz, kompozytor i autor piosenek.

## Życiorys
W wieku 20 lat został solistą czerkaskiego chóru narodowego. W ramach wymiany kulturalnej wyjechał na staż do Niemiec, gdzie występował m.in. w spektaklach wystawianych na scenie lüneburskiego teatru w Dolnej Saksonii.
W 2011 powrócił do Ukrainy, gdzie w tym samym roku wydał swój debiutancki album studyjny, zatytułowany Angieł. W kolejnych latach wydał kilka nowych płyt: Sczastie (2012), Roskołana (2013) i Ja nie ustanu (2015). Wiosną 2017 rozpoczął trasę koncertową pt. Moja dusza... obejmującą koncerty na Ukrainie i Białorusi.
W latach 2017–2018 był jurorem ósmej oraz dziewiątej edycji programu STB X Factor, a w 10. edycji pełnił rolę jurora gośćinnego. Jesienią 2020 uczestniczył w siódmej edycji programu rozrywkowego 1+1 Tanci z zirkamy.
Po inwazji Rosji na Ukrainę założył w Niemczech fundację, która wspiera ukraińską armię w czasie konfliktu zbrojnego.

## Dyskografia
Albumy studyjne
- Angiel (Ангел, 2011)
- Sczastie (Счастье, 2012)
- Roskolana (Роксолана, 2013)
- Ja nie ustanu (Я не устану, 2015)
- Jak żyty bez tebe (Як жити без тебе, 2018)
- Ty w kurse (Ты в курсе, 2018)

Single
- Wyszywanka (Вишиванка, 2018)
- Pczela Maja (Пчела Майя, 2019)
- Natalia-Natali (Наталя-Наталі, 2019)
- Slozy na zemli (Сльози на Землі, 2019)
- Bezumnaja ljubow (Безумная любовь, 2019)
- Diamanty (Діаманти, 2021)
- Bude żyty Ukraina (Буде жити Україна, 2022)